# 정화예술대학교
정화예술대학교(貞華藝術大學校, Jeonghwa Arts College)는 서울특별시 중구에 위치한 사립 전공대학이다.

## 연혁

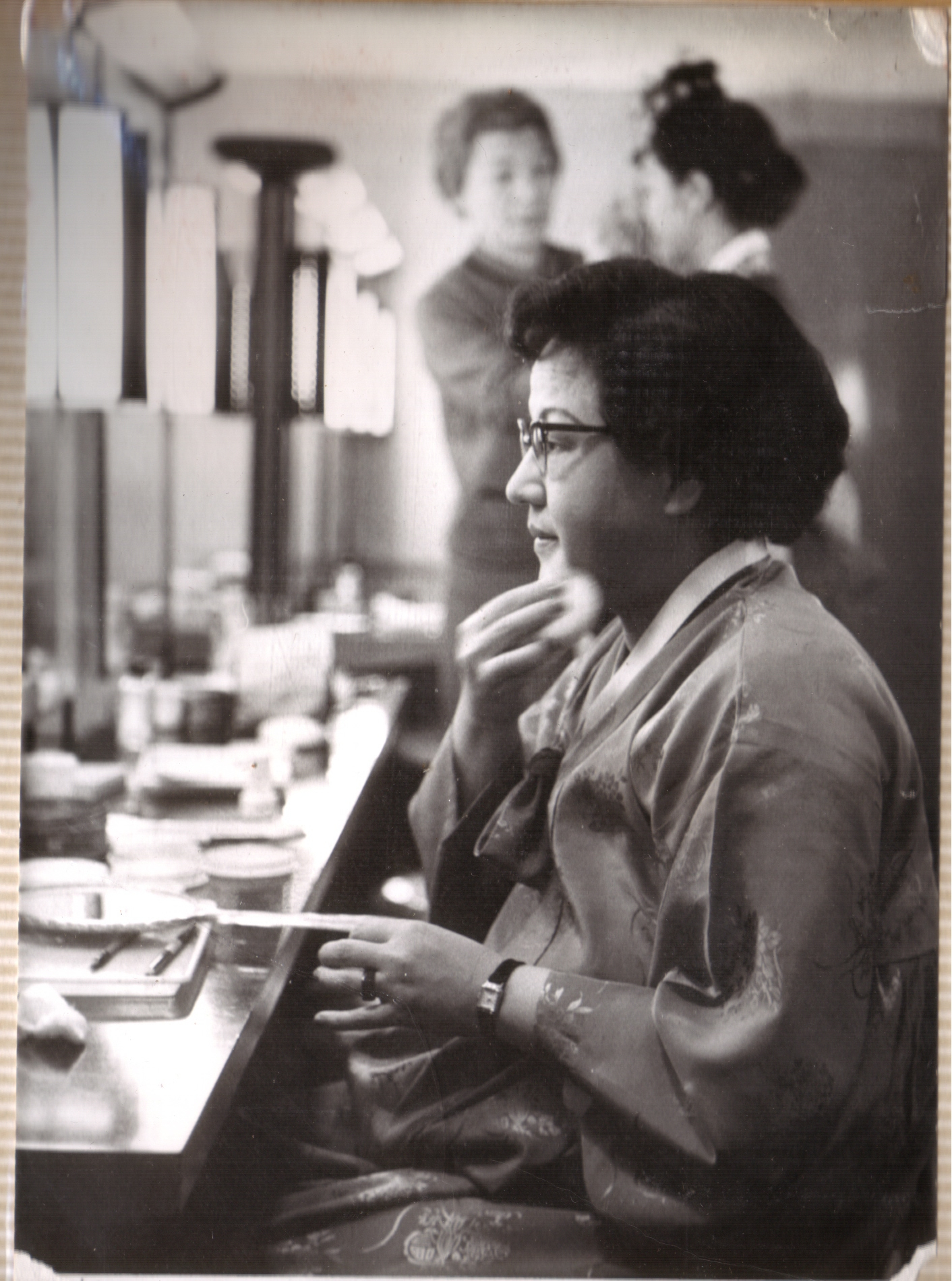
정화예술대학교를 설립한 권정희의 모습

1951년 6월, 권정희에 의하여 경상남도 부산시 보수동(현 부산광역시 중구) 일대에 서울미용전문학원이 설립된다. 1952년 9월 30일, 정화미용고등기술학교로 개편되고, 같은 해 12월 13일 개교한다. 1955년 3월 16일, 여자학교로 개편하며 정화여자고등기술학교로 교명을 변경한다. 1957년 6월 16일, 홍익대학 등으로부터 매입한 현 교사로 캠퍼스를 이전하였다. 
1969년 7월 14일, 공학으로 개편하며 정화미용고등기술학교로 교명을 변경하였다. 1973년 3월 31일, 정화고등기술학교로 교명을 변경하였고, 2001년 2월 12일 정화미용예술학교로 교명을 변경하였다.
2008년 2월 21일, 전공대학으로 전환되며 정화예술전공대학으로 교명을 변경하였고, 같은 해 8월 14일 정화예술대학으로 다시금 교명을 변경한다. 2015년 3월 24일, 정화예술대학교로 교명을 변경하여 현재에 이르고 있다. 2021년, 설립 70주년을 맞이하였으며, 한기정이 총장 직을 수행하고 있다.

## 교육편제
정화예술대학교는 자체적으로 미용예술학부, 융합예술학부, 실용음악학부, 디저트·조리학부 등 4개 학부를 편성하고 하위로 18개 전공을 편성하여 전문학사 학위에 준하는 과정을 교수하고 있다.

## 캠퍼스 풍경
정화예술대학교는 서울특별시 소재 사립 전공대학으로, 남산동1가에 캠퍼스가 소재한다. 캠퍼스에 3동의 건축물이 위치한다. 캠퍼스 서편, 수직으로 개통되어 있는 퇴계로16길을 통해 캠퍼스에 접근이 가능하다. 캠퍼스 인근, 수도권 전철 4호선 명동역이 위치한 관계로 캠퍼스 근처 기반 시설은 양호한 편이다.

### 기타 대학 시설
정화예술대학교가 설립·소유·운영 등에 있는 시설에는 캠퍼스 외부에 위치한 시설도 있다. 서울특별시 중구 퇴계로8길 일대에 백암관 등이 위치하며, 소공로3길 일대에 외식산업관 등이 위치하고 있다.